# Karl Molitor
Karl Molitor (n. 29 iunie 1920, Wengen, Lauterbrunnen, Berna, Elveția – d. 25 august 2014, Grindelwald⁠(d), Verwaltungskreis Interlaken-Oberhasli⁠(d), Berna, Elveția) a fost un schior alpin ce a reprezentat Elveția, medaliat olimpic. A participat la o ediție a Jocurilor Olimpice (1948) în care a câștigat o medalie de argint și o medalie de bronz.